# Bataille de Chumunjin
Guerre de Corée
Batailles
Offensive nord-coréenne :

(juin 1950 - septembre 1950)
- Pokpung
- Chuncheon
- Séoul (1re)
- Busan (navale)
- Chumunjin
- Osan
- Pyeongtaek
- Cheonan
- Chochiwon
- Daejeon
- Sangju
- Yongdong
- Hwanggan
- Notch
- Périmètre de Busan

Contre-offensive de l'ONU :

(septembre 1950 - octobre 1950)
- Incheon
- Bombardement de Pyongyang
- Pyongyang

Intervention chinoise :

(octobre 1950 - avril 1951)
- Onjong
- Unsan
- Chongchon (Wawon)
- Réservoir de Chosin
- Évacuation de Hŭngnam
- Séoul (3e)
- Twin-Tunnels
- Jipyeong-ri
- Imjin
- Kapyong

Impasse :

(août 1951 - juillet 1953)
- Crèvecœur
- Fleuve Han
- Opération Commando
- Maryang San
- Suncheon
- Barrage de Sui-Ho
- Triangle Hill
- le Crochet
- Fleuve Samichon
- Armistice de Panmunjeom

Post armistice :
- Raid sur la Maison Bleue
- Attaque de l'EC-121
- Incident du peuplier
- Infiltration de Gangneung
- Guerre du crabe

La bataille navale de Chumunjin est livrée le 2 juillet 1950, pendant la guerre de Corée (1950-1953).

## Contexte historique

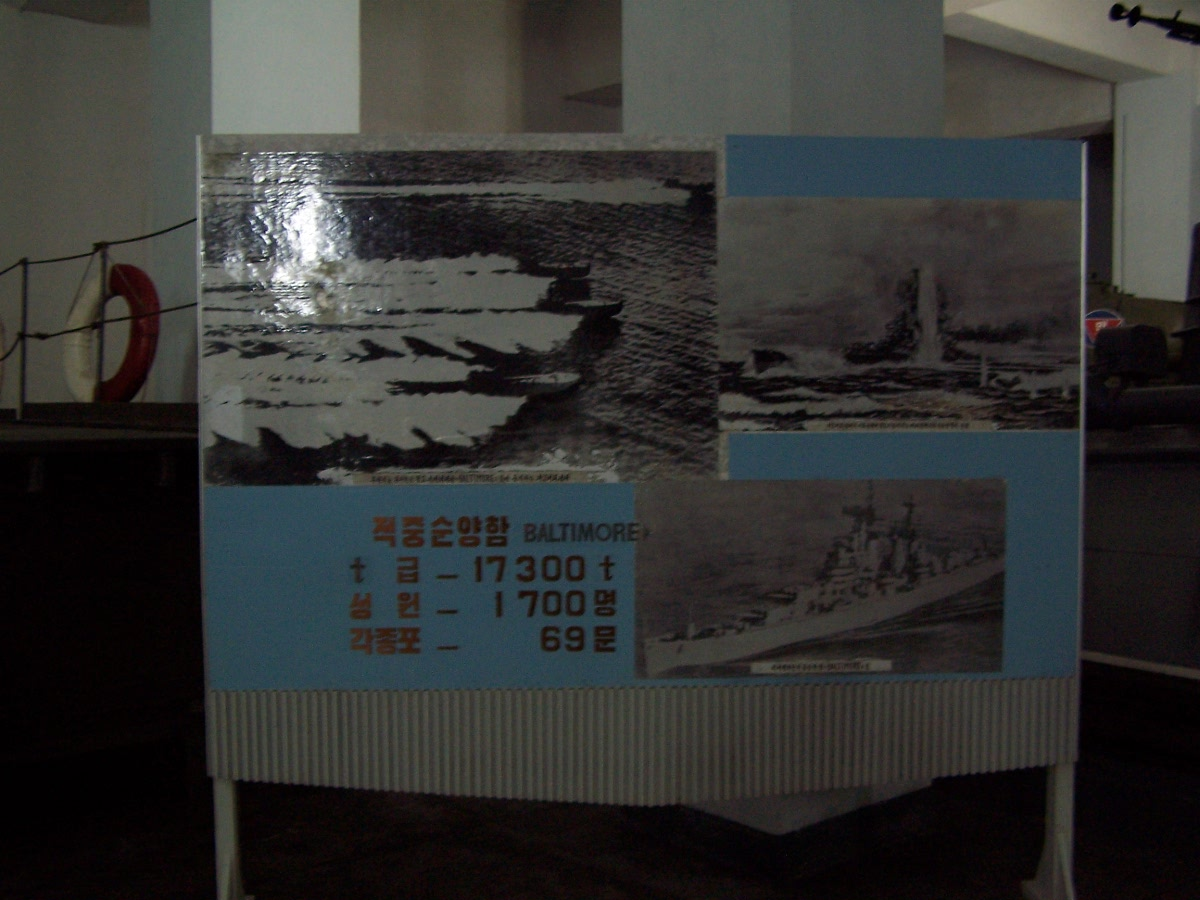
Affiche de propagande sur la destruction annoncé du par quatre torpilleurs.

Le 25 juin 1950, les forces de la Corée du Nord envahissent la Corée du Sud, balayant impitoyablement toute résistance. Le même jour, en l'absence de l'Union soviétique qui a décidé de boycotter la séance, le conseil de sécurité des Nations unies vote une résolution demandant le retrait des assaillants et le 28, recommande aux États membres de l'organisation, d'assister la République de Corée.
Alors que les premières forces terrestres américaines n'arrivent en Corée que le 1er juillet, l'United States Navy intervient dès le 26 juin, avec l'évacuation de 700 personnes du port d'Inchon tandis que la première action de guerre est accomplie le 29 par le croiseur USS Juneau (CL-119) (en) de 6 000 t., qui bombarde les positions nord-coréennes à Bokuko Ko, sur la côte est.

## Déroulement de la bataille

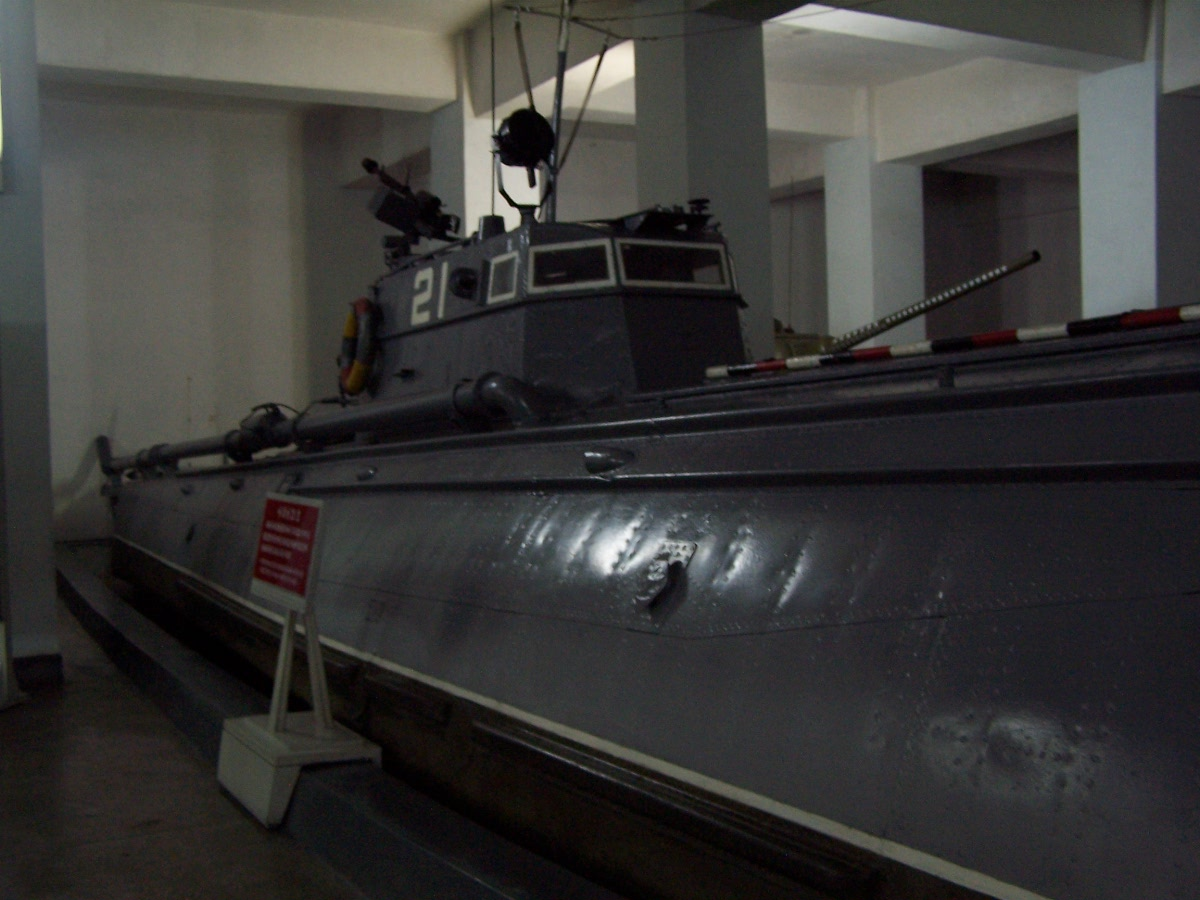
Vedette lance-torpille nO 21 de la marine nord-coréenne dans un musée.

Le 2 juillet suivant, le Juneau patrouille le long de cette côte, en compagnie de deux navires de la Royal Navy : le croiseur HMS Jamaica (C44) de 8 770 t. et la frégate HMS Black Swan de 1 250 tonneaux. Au large de Chumunjim (en), la petite escadre intercepte un convoi de 10 petits cargos nord-coréens chargés de munitions et escorté par quatre torpilleurs classe G-5 (en) de 14 t. de construction soviétique (numéros 21, 23, 24 et 25) et deux canonnières/chasseurs de sous-marin classe Od-200 (en) de 55 t. Dès l'apparition des bâtiments alliés et nonobstant la disparité de puissance, les vedettes nord-coréennes engagent immédiatement le combat, pendant que les cargos et les canonnières tentent de fuir. Les vedettes 23 et 24 sont coulées par les navires alliés tandis que la 21 endommagée doit s'échouer pour éviter le même sort. La flottille alliée s'en prend ensuite au convoi, dont ils détruisent sept cargos.
Les pertes humaines coréennes sont inconnues ; deux marins sont recueillis par le Jamaica. Aucun des bâtiments alliés n'est touché lors de l'engagement, qui est par ailleurs la seule action purement navale du conflit qui implique un navire américain.
La propagande nord-coréenne prétend avoir coulé le croiseur USS Baltimore (CA-68) dans cette bataille alors que ce navire n'a pas participé à ce conflit et est resté en service jusqu'en 1956, puis démoli à Portland en 1972.